# مریم یزدانفر
مریم یزدان‌فر (به انگلیسی: Maryam Yazdanfar) (زادهٔ ۱۷ نوامبر ۱۹۸۰) سیاست‌مدار و روزنامه‌نگار ایرانی‌تبار اهل سوئد است. وی عضو حزب کارگران سوسیال دموکرات سوئد بوده و از سال ۲۰۰۶ عضو ریکسداگ بود.